# Обод (футбольний клуб)
Футбольний клуб «Обод (Ташкент)» або просто «Обод» (узб. Markaziy Harbiy Sport Klubi) — професійний узбецький футбольний клуб з міста Ташкент. Заснований в 2013 році і розформований в кінці 2017 року. У сезонах 2016 і 2017 років виступав у Вищій лізі Чемпіонату Узбекистану.

## Історія
У перший рік свого існування клуб брав участь у Другій лізі чемпіонату Узбекистану і в першому ж сезоні посівши перше місце в своїй групі виграв путівку до Першої ліги чемпіонату Узбекистану. У 2014 році почав виступ у Першій лізі і за підсумками першого етапу посів третє місце в групі «Схід». Так як клуб увійшов до вісімки найкращих клубів у своїй групі, «Обод» отримав право продовжити виступ у другому етапі ліги і за підсумками другого етапу зайняв третє місце.
У сезоні 2015 року «Обод» посів перше місце в своїй групі в першому етапі і за підсумками другого етапу зайняв перше місце в Першій лізі і отримав право брати участь в наступному сезоні у Вищій лізі чемпіонату Узбекистану. В кінці 2015 року в ЗМІ з'явилася інформація про те, що «Обод» ймовірно не зможе в наступному сезоні виступати у Вищій лізі через те, що не готові ліцензії і що клуб поки не заплатив членський внесок в ПФЛ Узбекистану. ПФЛ Узбекистану дав термін клубу до середини січня і попередив що якщо вимоги не будуть виконані, то «Обод» не буде допущений до участі у Вищій лізі і його місце займе клуб, який вилетів з Вищої ліги в минулому сезоні — самаркандське «Динамо». 8 січня в ЗМІ з'явилася інформація про те, що клуб виконав всі вимоги ПФЛ і участь «Обода» у Вищій лізі підтверджена. Тоді ж з'явилася інформація про те що клуб орендував стадіон «Джар» в Ташкенті, який вміщує 8,500 уболівальників. До цього клуб проводив домашні матчі на маленькому стадіоні, який вміщував близько 800 осіб.
Сезон 2016 року «Обод» почав у Вищій лізі. У своєму дебютному сезоні в елітній лізі Узбекистану, клуб за підсумками турніру посів 14-е місце серед 16 команд. У Кубку Узбекистану 2016 «Обод» як і в попередньому сезоні дійшов до 1/8 фіналу.
5 жовтня 2017 року на засіданні виконавчого комітету ПФЛ Узбекистану, за погодженням з Федерацією футболу Узбекистану було прийнято спільне рішення про виключення клубу «Обод» зі складу учасників чемпіонату Узбекистану 2017. За заявою Федерації футболу Узбекистану, причинами такого рішення стали кілька факторів. По-перше, у клубу є заборгованість перед ПФЛ Узбекистану в розмірі 120 мільйонів сум. Друга причина — відсутність ліцензійних документів, а також відмова від надання фінансових документів і звітів, що тягне підозри у невідомих джерелах фінансування. Третьою причиною стало те, що на адресу Федерації футболу Узбекистану надійшли листи від міжнародної некомерційної федерації «Federbet» про підозрілі результати в матчах 20-го туру Вищої ліги Узбекистану між клубами «Обод» і «Согдіана» (2:2) і матчу 22-го туру Вищої ліги між клубами «Обод» і «Насаф» (0:6).

## Досягнення
- Перша ліга Чемпіонату Узбекистану
  -  Чемпіон (1): 2015
  -  Бронзовий призер (1): 2014

- Друга ліга Чемпіонату Узбекистану
  -  Чемпіон (1): 2013

## Статистика виступів
| Сезон | Див.      | Міс. | Іг. | В  | Н | П  | ЗМ | ПМ | О  | Кубок          |
| ----- | --------- | ---- | --- | -- | - | -- | -- | -- | -- | -------------- |
| 2013  | 2-га ліга | 1    | 4   | 4  | 0 | 0  | 12 | 2  | 12 | Не брав участь |
| 20141 | 1-ша ліга | 3    | 30  | 20 | 3 | 7  | 61 | 33 | 63 | Перший раунд   |
| 20151 | 1-ша ліга | 1    | 30  | 20 | 5 | 5  | 98 | 37 | 65 | 1/8 фіналу     |
| 2016  | Вища ліга | 14   | 30  | 6  | 6 | 18 | 25 | 51 | 24 | 1/8 фіналу     |
| 2017  | Вища ліга | 16   | 30  | 2  | 3 | 25 | 15 | 52 | 9  | 1/16 фіналу    |

↑ В сезоні 2014—2015 років позиція в лізі та статистика зіграних матчів подані після завершення чемпіонських раундів.

## Відомі футболісти
- Павло Соломін

## Тренери
| Період    | Головний тренер    |
| --------- | ------------------ |
| 2014      | Хайрулла Абдієв    |
| 2015      | Фарход Сафаров     |
| 2016      | Бобур Зухріддінов  |
| 2016      | Шавкат Абдуходжаєв |
| 2016      | Олександр Мочинов  |
| 2016      | Джафар Ірісметов   |
| 2016-2017 | Рауф Інілеєв       |
| 2017      | Андрій Демченко    |